# ماهیچه تهیگاهی
ماهیچه خاصره ای یا عضله ایلیاکوس (به انگلیسی: Iliacus muscle) عضله ای سه گوش در داخل حفره تهی‌گاهی است. این عضله از سطح داخلی استخوان تهی‌گاهی در لگن شروع می‌شود.

## کارکرد
فیبرهای عضلانی این عضله در ادامه با عضله سوئز بزرگ به هم پیوسته و به صورت یک تاندون به تروکانتر کوچک استخوان ران متصل می‌شوند. (عضله ایلیوپسواس) وظیفه این عضله خم کردن یا فلکشن مفصل ران و تا حدودی چرخش آن به خارج است.

## نگارخانه

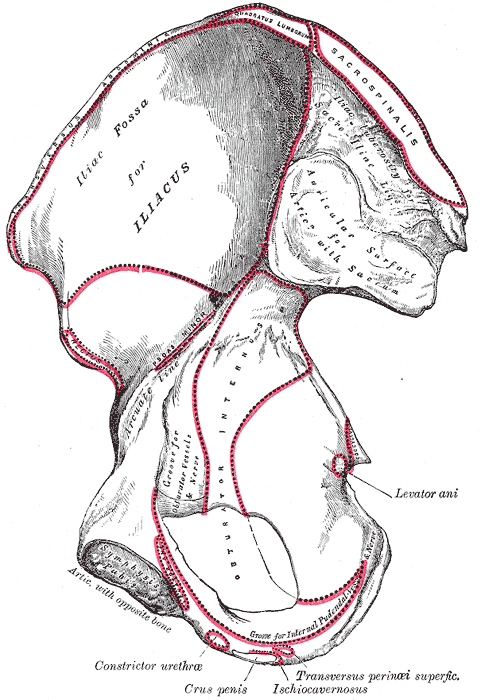